# Cầu Zakim Bunker Hill

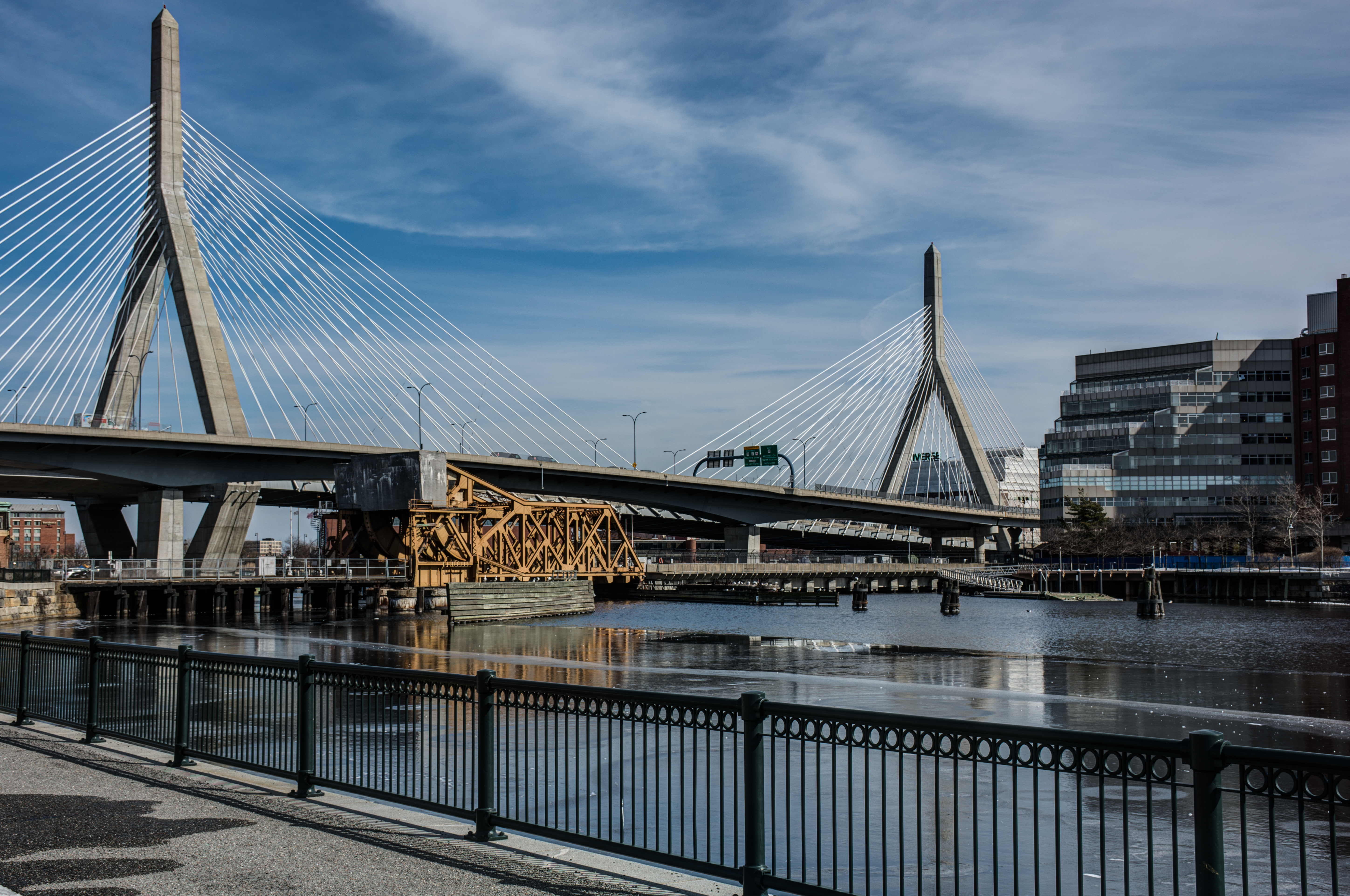
Cầu Zakim Bunker Hill

Cầu Zakim Bunker Hill là một cây cầu dây văng ở Massachusetts, Hoa Kỳ. Đây là cây cầu dây văng rộng nhất thế giới; gồm 10 làn xe của xa lộ liên bang 93 bắc qua sông Charles, Boston, Massachusetts. Đây là một cây cầu thay thế cho cầu Charlestown High, một cầu cũ được xây dựng vào những năm 1950. Trong số 10 làn xe,, phần chính của cầu Zakim mang bốn làn xe mỗi chiều (hướng Bắc và hướng Nam) của Interstate 93 và U.S. Route 1 giữa Thomas P. "Tip" O'Neill Jr đường hầm và đường cao tốc về phía bắc. Hai làn đường bổ sung mút chìa đỡ bên ngoài các dây cáp, thực hiện giao thông hướng bắc từ đường hầm Sumner và End Bắc trên đoạn đường nối. Những tuyến đường này kết hợp với phía bắc đường cao tốc chính của cầu. I-93 hướng về phía New Hampshire với tên là "đường cao tốc phía bắc", và Hoa Kỳ 1 chia tách từ Interstate và đi về phía đông bắc về phía bờ biển phía bắc của tiểu bang Massachusetts, vượt qua sông Mystic thông qua cầu Tobin.